# Monastero di Kaisarianī
Il monastero di Kaisarianī (in greco Μονή Καισαριανής) è un monastero bizantino fondato nell'XI secolo e si trova alle pendici nord del monte Imetto, a sud est di Atene.

## Storia
Il monastero è stato probabilmente fondato in epoca bizantina intorno all'anno 1100, data della costruzione della chiesa sopravvissuta (il monastero è catholicon). Il sito ha una lunga storia legata al culto e prima che fosse un centro di culto cristiano, in quest'area sorgeva un santuario dedicato ad Afrodite. I resti di una prima basilica cristiana sono nella parte ovest del monastero su cui una più piccola chiesa è stata costruita tra X e XI sec.